# Зелёный Луг (Криворожский район)
Зелёный Луг (укр. Зелений Луг) — село,
Даниловский сельский совет,
Криворожский район,
Днепропетровская область,
Украина.
Код КОАТУУ — 1221882903. Население по переписи 2001 года составляло 159 человек.

## Географическое положение
Село Зелёный Луг находится на расстоянии в 2,5 км от берега Карачуновского водохранилища,
в 0,5 км от села Даниловка.
По селу протекает пересыхающий ручей с запрудой.
Рядом проходят автомобильная дорога Н-11 и
железная дорога, станция Мусиевка в 3,5 км.